# Älmhults distrikt
Älmhults distrikt är ett distrikt i Älmhults kommun och Kronobergs län. 
Distriktet ligger i och omkring Älmhult. 

## Tidigare administrativ tillhörighet
Distriktet inrättades 2016 och utgörs av det område som före 1971 utgjordes av Älmhults köping.
Området motsvarar den omfattning Älmhults församling hade 1999/2000 och fick 1905 efter utbrytning ur Stenbrohults församling.